# Metody w badaniach politologicznych
W nauce o polityce stosowane są różne metody badawcze używane także w innych dyscyplinach nauk społecznych.
Do najczęściej wykorzystywanych należą następujące metody:
1. analizy systemowej;
2. porównawcze;
3. decyzyjna;
4. behawioralne;
5. ilościowe (statystyczne);
6. empiryczne.

## Metoda analizy systemowej
Metoda analizy systemowej rozwinęła się zwłaszcza w Stanach Zjednoczonych. Jej prekursorem był D. Easton. Duży wpływ na tę metodę wywarły także prace K. W. Deutscha i T. Parsonsa.
Analiza systemowa charakteryzuje się:
1. ujmowaniem systemu jako całości złożonej z elementów zależnych od siebie wzajemnie, jak i od tej całości;
2. uwzględnianiem ogółu warunków, w jakich owa całość (system) działa;
3. szukaniem źródła przekształceń systemu w samym systemie, w jego zdolności samosterowania własnym działaniem i oddziaływaniem na otoczenie.[1]

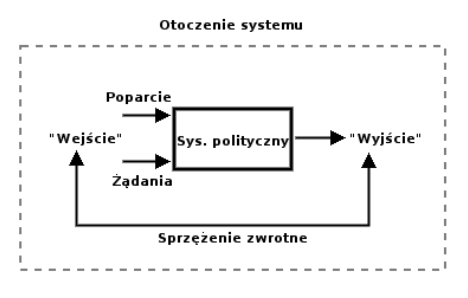
Schemat analizy systemowej według Eastona, na podstawie: D. Easton, A Systems Analysis of Political Life, Nowy Jork 1965, s. 32

W klasycznym ujęciu Eastona analiza systemowa obejmuje:
1. "wejście" systemu (poparcie i żądania zmian);
2. konwersję wewnątrzsystemową (przełożenie języka zewnętrznego - np. żądań - na język właściwy danemu systemowi);
3. wytwory systemu (dążenia i działania polityczne);
4. sprzężenia zwrotne między "wejściem" a "wyjściem";
5. środki służące utrzymaniu systemu wobec napięć pochodzących z otoczenia systemu albo wywołanych wewnątrz systemu;
6. granice systemu.[2]

W zależności od przedmiotu badań możemy mówić o analizie:
1. makrosystemowej - gdy dotyczy całości systemu politycznego;
2. systemowej średniego rzędu - gdy dotyczy określonego podsystemu (np. systemu partyjnego);
3. mikrosystemowej - gdy dotyczy elementu systemu (np. decyzji politycznej).[3]

## Metody porównawcze
Metody porównawcze (komparatystyczne) były jednymi z najwcześniej stosowanych. Metody te polegają na porównywaniu dwóch różnych układów politycznych lub poszczególnych ich części.
Celem badań porównawczych jest ustalenie cech podobnych bądź tożsamych oraz cech odróżniających porównywanych instytucji, procesów lub całych układów politycznych. 
Badania te mają szczególne znaczenie, gdyż dostarczają informacji niezbędnych do podejmowania optymalnych decyzji politycznych, a także odgrywają ważną rolę w kształtowaniu świadomości politycznej obywateli.

## Metoda decyzyjna
Metoda ta znajduje najbardziej wszechstronne zastosowanie w nauce o polityce i nauce o stosunkach międzynarodowych. Polega ona na kompleksowym traktowaniu zjawisk politycznych.
Najważniejsze w tej metodzie są następujące kategorie:
1. ośrodek decyzyjny - podmiot działania politycznego;
2. proces decyzyjny - zespół powiązań przyczynowo-skutkowych występujących wewnątrz ośrodka decyzyjnego w związku ze stanem wejścia, strukturą ośrodka i celami decydentów;
3. decyzja polityczna - akt nielosowego wyboru działania lub zaniechania politycznego;
4. implementacja polityczna - proces urzeczywistnienia decyzji za pomocą odpowiednio dobranych metod i środków.[4]

Typy racjonalności w metodzie decyzyjnej:
1. racjonalność aksjologiczna (system wartości decydenta)
2. racjonalność podmiotowa (jaka grupa wpływała na decydenta, bieżąca sytuacja, presja czasu, emocje, procedury, grupy nacisku)
3. racjonalność instrumentalna (ekonomiczno-prawne)
4. racjonalność pragmatyczna (łączy wszystkie powyższe)

- Zalety: odformalizowanie badań; możliwość, w większym niż inne metody zakresie, analizowania rzeczywistych mechanizmów życia politycznego; informacje o podjętych działaniach ośrodka decyzyjnego są dość łatwo dostępne.
- Wady: absolutyzacja decyzji politycznych, przez utożsamianie ich ze zjawiskami i procesami politycznymi; zbyt wiele uwagi przywiązuje się do techniki podejmowania decyzji; z różnych względów wiele czynników wpływających na decyzje polityczne będzie zawsze niedostępnych dla badaczy (możemy nie wiedzieć, czy np. decydent podjął określoną decyzję za czyjąś namową czy też samodzielnie).

## Metody behawioralne
Są niekiedy określane jako socjologiczne, ze względu na szerokie zastosowanie w socjologii. Metody behawioralne można zdefiniować jako metody analizowania zjawisk politycznych na podstawie obserwacji zachowań jednostek ludzkich i złożonych z tych jednostek grup ludzi.
Kluczem do zrozumienia tej metody jest kategoria zachowania politycznego (behaviour z ang. zachowanie, postępowanie), poprzez którą rozumie się wszelkie działania jednostki, odnoszące się do jej roli w zbiorowości politycznej.
Zwolennicy tej metody uważają, że polityka jako zjawisko społeczne ma przede wszystkim wymiar jednostkowy, a decydującym motywem uczestnictwa w polityce jest orientacja natury psychicznej u człowieka. To znaczy, że ludzie angażują swoje stany psychiczne, wolę, emocje na rzecz mających dla nich wartość procesów i zjawisk politycznych. Poprzez swoje uczestnictwo nadają polityce wymiar psychiczny.
Stosowane są takie techniki badawcze jak:
1. statystyczne badania aktywności politycznej (dzięki nim można wykryć prawidłowości występujące w zachowaniach wyborczych lub związki pomiędzy zachowaniem a cechami społecznymi środowiska);
2. badania ankietowe i wywiady;
3. eksperymenty laboratoryjne (polegają na stymulowaniu pewnych sytuacji politycznych, w celu ustalenia najbardziej prawdopodobnego scenariusza przyszłych wydarzeń);
4. teoria gier.[7]

## Metody ilościowe
Szczególnie rozpowszechnione są w naukach ekonomicznych i w politologii. Polegają na zbieraniu i przetwarzaniu masowych informacji o zjawiskach politycznych, społecznych i ekonomicznych, a następnie na analizie ilościowej tych danych.
Można w ten sposób otrzymać:
1. syntetyczne charakterystyki za pomocą średniej (ujmowanej nie formalnie, lecz jako typowe warunki występowania danego zjawiska);
2. analizę zależności i współzależności, które określają natężenie jednej zmiennej poprzez natężenie innych zmiennych (np. wpływ inflacji na wzrost wynagrodzeń).[8]

## Metody empiryczne
Metody badań empirycznych to określony, powtarzalny sposób uzyskiwania pewnego typu informacji o rzeczywistości, niezbędnych dla rozwiązania określonego typu problemu badawczego, szukanie odpowiedzi na pytanie określonego rodzaju przez szeroko pojmowaną obserwację rzeczywistości.